# Petrichus
Petrichus là một chi nhện trong họ Philodromidae.